# Кривошеино (Вологодская область)
Кривошеино — упразднённая деревня в Нюксенском районе Вологодской области России.

## География
Урочище находится в северо-восточной части области, в подзоне средней тайги, к востоку от реки Уфтюги, на расстоянии примерно 12 километров (по прямой) к северо-северо-западу от Нюксеницы, административного центра района.

### Климат
Климат характеризуется как умеренно континентальный, с продолжительной холодной многоснежной зимой и относительно коротким умеренно тёплым влажным летом. Среднегодовая температура воздуха — +1,8 °C. Средняя температура воздуха самого холодного месяца (января) — −13,1 °C, средняя температура самого тёплого (июля) — +17 °С. Безморозный период длится 100—110 дней. Среднегодовое количество атмосферных осадков составляет 450—500 мм, из которых около 330—350 мм выпадает в вегетационный период. Снежный покров держится в течение 160—165 дней. В течение года господствуют ветры юго-западного направления.

## История
В «Списке населенных мест Вологодской губернии по сведениям 1859 года» населённый пункт упомянут как казённая деревня Устюжского уезда, расположенная при безымянном ручье, в 196 верстах от уездного города. В деревне имелось 6 дворов и проживало 45 человек (15 мужчин и 30 женщин).
По данным 1914 года, в деревне проживало 82 человека (35 мужчин и 47 женщин). В административном отношении входила в состав Уфтюгского сельского общества Нюксенской волости Велико-Устюгского уезда.
В советское время действовало отделение колхоза «Красный пахарь». В 1947 году в деревне проживало 58 человек. По состоянию на 1 января 1973 года входила в состав Верхнеуфтюгского сельсовета.